# Pinus tabuliformis
Pinus tabuliformis, el pino de Manchuria, (油松 yóusōng en mandarín) es una especie arbórea de la familia de las Pináceas.

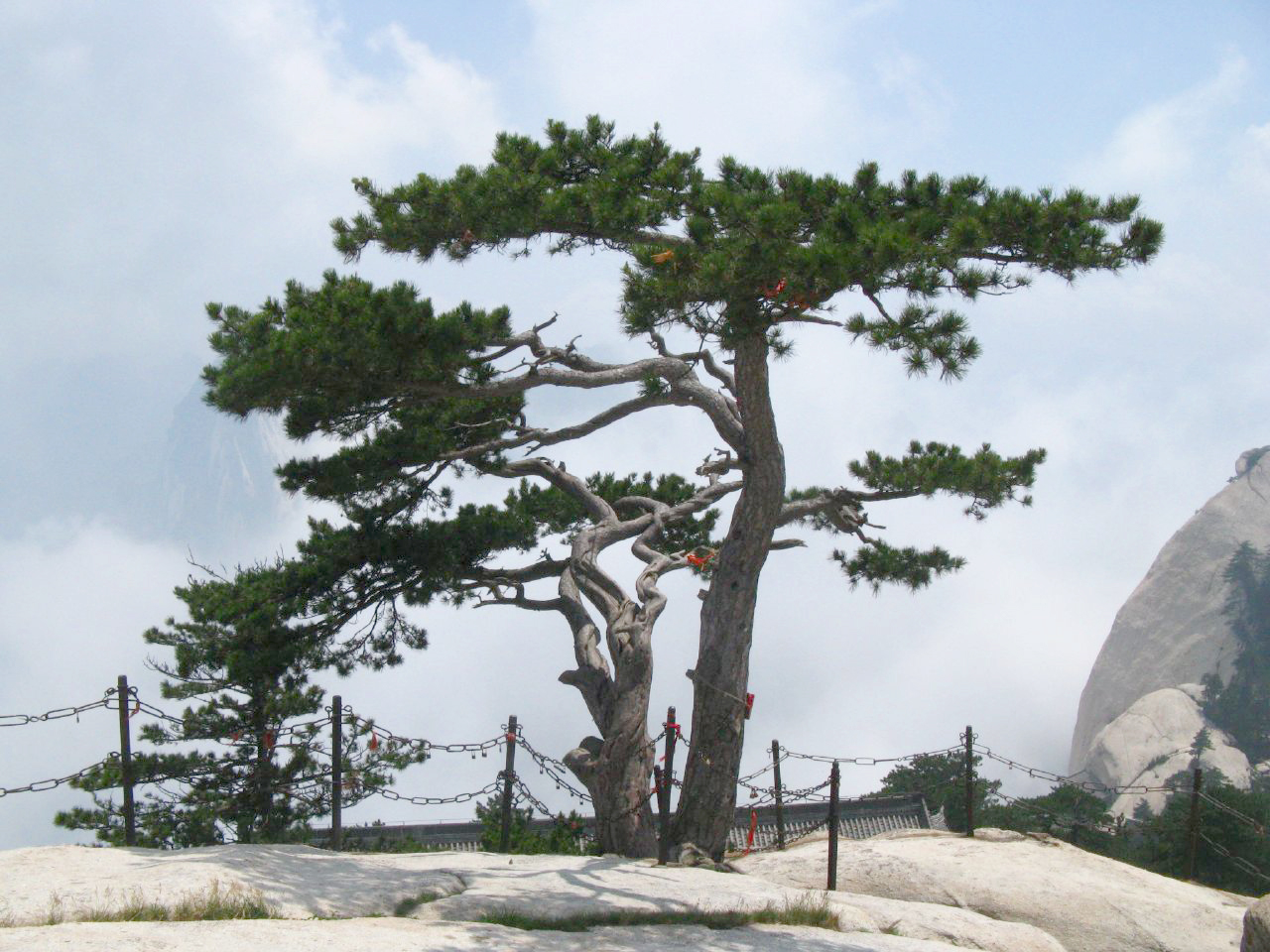
Vista del árbol

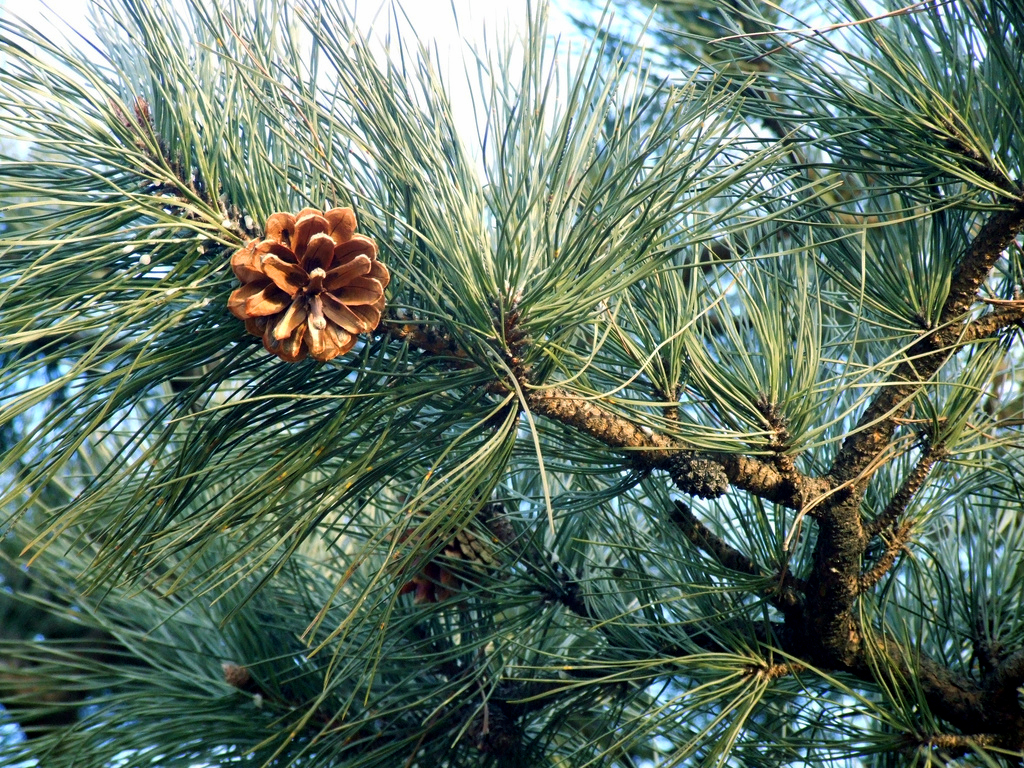
Cono y acículas

## Distribución
Es originario del norte de China desde Liaoning hacia el oeste a Mongolia Interior y Gansu, y al sur a Shandong, Henan y Shaanxi, y también Corea septentrional. En algunos textos antiguos el nombre se escribe "Pinus tabulaeformis".

## Descripción
Es un árbol perennifolio de mediano tamaño 20-30 m de alto, con una corona con la parte alta plana cuando madura (de ahí el nombre científico, 'forma de mesa'). El ritmo de crecimiento es rápido cuando crece, pero luego se ralentiza con la edad. La corteza pardo grisácea se fisura a una edad temprana en comparación con otros árboles. La forma que se ensancha ampliamente es muy pronunciada, en parte debido a una pauta de ramas horizontales largas. Las hojas aciculares son de verde grisáceo brillantes, 10-17 cm de largo y 1,5 mm de ancho, usualmente en pares pero ocasionalmente en árboles en las puntas de las ramas fuertes de los árboles jóvenes. Los estróbilos son verdes, y marrones al madurar después de 20 meses tras la polinización, ovoide anchos, 4-6 cm de largo, con amplias escamas, cada escama con una pequeña espina. Las semillas tienen 6-7 mm de largo con un ala de 15-20 mm, y las dispersa el viento.
Hay dos variedades:
- Pinus tabuliformis var. tabuliformis. China, excepto en lo que se refiere a Liaoning. Escamas del cono más anchas por debajo de 15 mm de ancho.
- Pinus tabuliformis var. mukdensis. Liaoning, Corea del Norte. Escamas del cono más anchos hasta 15 mm de ancho.

Algunos botánicos también tratan al Pinus henryi estrechamente emparentado y Pinus densata como variedades del pino rojo chino; en algunos textos antiguos incluso el muy distinto Pinus yunnanensis está incluido como una variedad.

## Usos y cultivo
La madera se usa para la construcción en general. La pulpa de madera produce ciertas resina que se usan como vainilla artificial aromatizante (vanillina). La resina también se usa para hacer trementina y productos relacionados, y se usa también en medicina. La corteza es una fuente de tanino. El uso medicinal de las acículas también tienen lugar, que también contiene un insecticida natural, así como una fuente para un tinte. Se cultiva infrecuentemente fuera de China, creciendo sólo en jardines botánicos.

## Taxonomía
Pinus tabuliformis fue descrita por Elie-Abel Carrière  y publicado en Traité général des conifères 510. 1867.
Etimología
Pinus: nombre genérico dado en latín al pino.
tabuliformis: epíteto latino que significa "con forma plana".
Sinonimia
- Pinus densiflora var. tabuliformis (Carrière)
- Pinus leucosperma Maxim.
- Pinus sinensis Mayr
- Pinus taihangshanensis Hu & T.Y.Yao
- Pinus tokunagae Nakai[6][7]

var. mukdensis (Uyeki ex Nakai) Uyeki
- Pinus mukdensis Uyeki ex Nakai